# محکوم به ازدواج
محکوم به ازدواج فیلمی به کارگردانی  و نویسندگی پرویز خطیبی محصول سال ۱۳۳۳ است.

## بازیگران
- هایده
- قاسم قره‌داغی
- عبداله محمدی
- زری ودادیان
- پرخیده